# Escriba
|  | No s'ha de confondre amb Escrivà. |

L'escriba (en llatí: scriba) era el copista, o amanuense de l'antiguitat; era una persona fonamental en la civilització egípcia i molt important al llarg de tota la història universal en diverses cultures.
Tenien molt poder, perquè la major part de la població era analfabeta. Controlaven els productes i ho anotaven als arxius reials,redactaven els impostos i els documents oficials.
Tècnics en escriptura, coneixien tots els secrets del càlcul i eren els únics capaços de calcular els impostos, assegurar les labors de construcció, tenir cura dels documents i transcriure les ordres del faraó.
A més de totes aquestes funcions els escribes eren les persones que en aquell moment tenien coneixements sobre la utilització de catàlegs, diccionaris, calendaris, formularis i fins i tot de taules.
Es dedicaven a estudiar i interioritzar tècniques que servien per poder catalogar, processar dades i recuperar-les.

Els escribes anaven a escoles que compartien amb funcionaris, comptables i bibliotecaris.

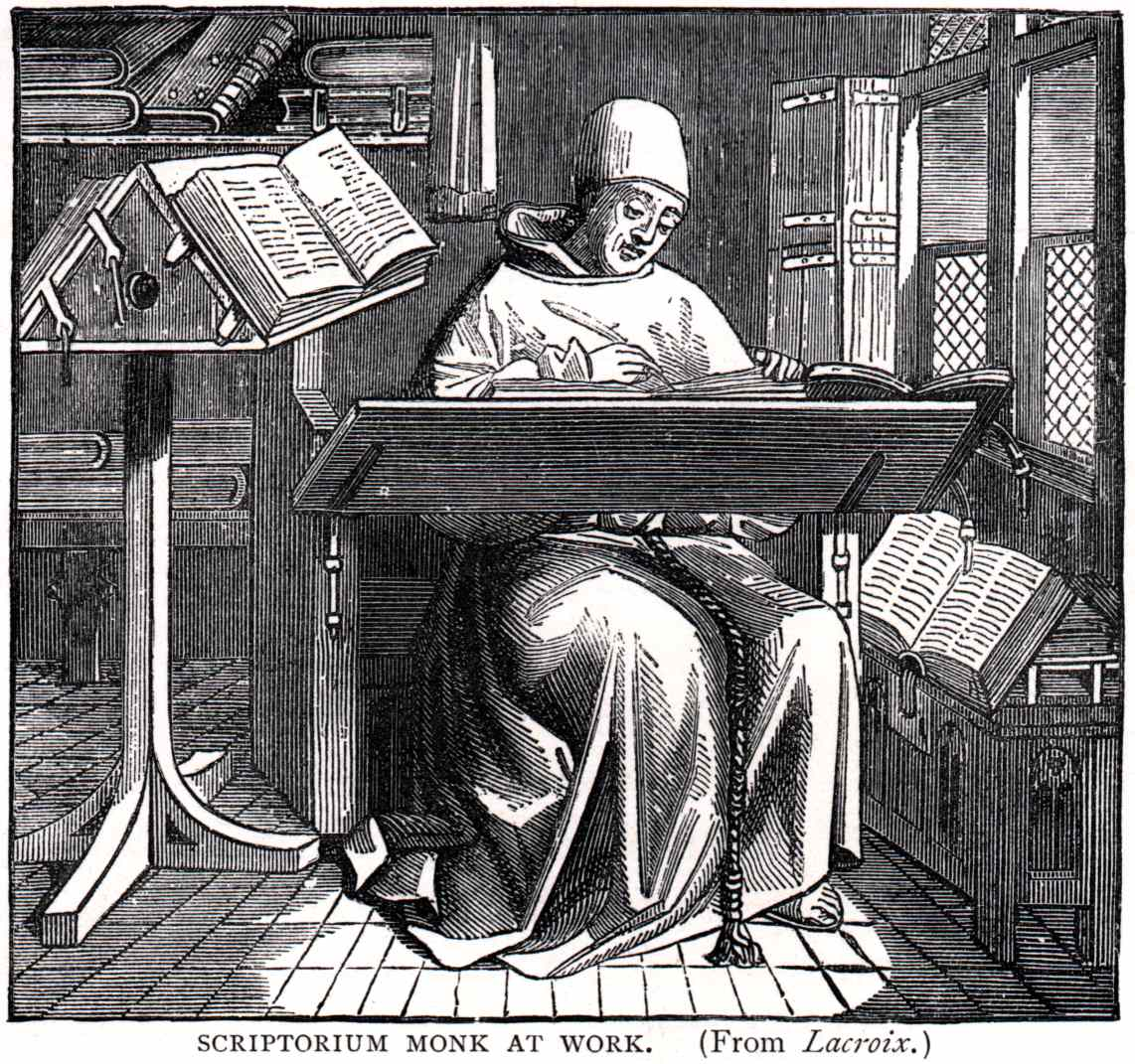
Monjo escriba

## L'escriba als pobles mesopotàmics
Els escribes van tenir una importància cabdal en la vida dels pobles mesopotàmics ja que, el comerç, la comptabilitat i les lleis es van anar fent cada vegada més complexos. En aquesta època els escribes procedien de famílies benestants d'alts funcionaris o mercaders, que eren els únics que podien pagar una formació tan llarga i costosa. Sovint el càrrec passava de pares a fills.

## L'escriba de l'antic Egipte
L'escriba egipci solia procedir de la classe baixa o de tradició familiar d'escribes, però era culte, intel·ligent i educat. Els seus útils eren una paleta amb buits per a tintes de diferents colors, un gerro d'aigua, un càlam de canya amb el seu estoig, i papir. Coneixia bé els documents legals i comercials de l'època, i els preparava al dictat o d'altres maneres, un treball pel qual rebia una remuneració.
El papir més antic conegut està en blanc, i fou descobert a la tomba de Hemaka, el visir del faraó Den, de la Dinastia I, cap al 2900 aC, a la necròpoli de Saqqara. Els primers que es conserven amb text són el diari de Merer, uns documents administratius trobats a Wali al Gerf, a la riba del Mar Roig, que daten de la Dinastia IV cap al 2500 aC, i coincideixen amb l'estàtua d'un escriba més antiga coneguda.

## L'escriba en la cultura hebrea

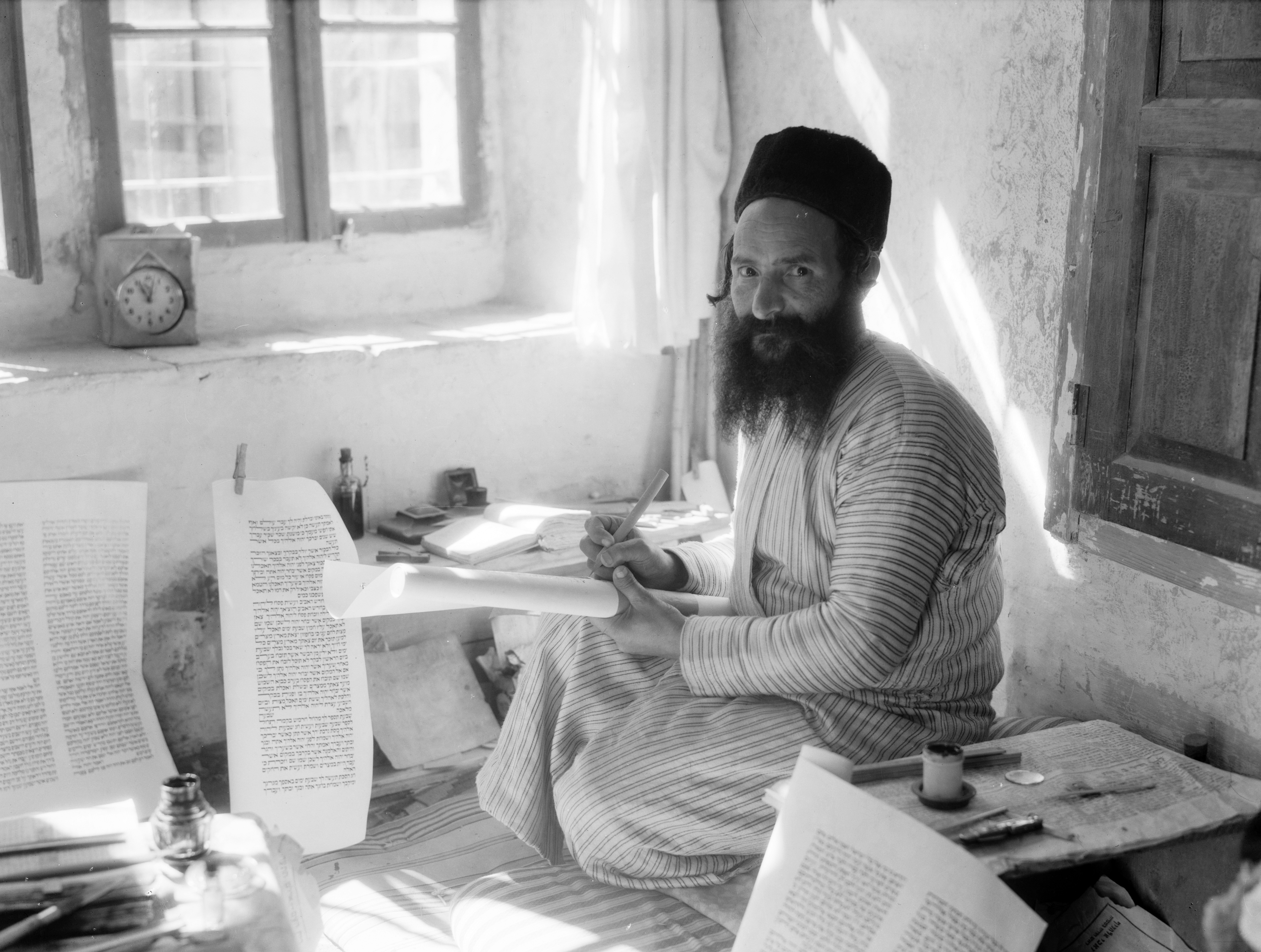
Escriba jueu

Per als hebreus, l'escriba era el copista de les Sagrades Escriptures i, posteriorment, també el doctor i intèrpret de la llei.
Els escribes hebreus actuaven com a notaris públics, preparant certificats de divorci i enregistrant altres transaccions. Com a mínim en temps posteriors, no tenien cap tarifa fixa, de manera que es podia negociar amb ells a preu fet. En general, només un dels interessats pagava el preu de la transacció, però de vegades les parts interessades compartien les despeses.